# Drospirenona
La drospirenona (DCI), también conocida como 1,2-dihidrospirorenona, es una progestina esteroidea anti-androgénica sintética análoga a la espironolactona usada en algunas formulaciones de píldoras anticonceptivas y píldoras de terapia de reemplazo hormonal posmenopáusico.
Difiere de otras progestinas sintéticas en su más cercano parecido a la progesterona natural. Es una de las más recientes adiciones en el mercado de anticonceptivos y es uno de los ingredientes activos de los anticonceptivos orales Yax, Yaxibelle, Femelle, Femiplus, Yaz, y Yasmin, entre otros.

## Uso médico
La drospirenona es parte de algunos anticonceptivos hormonales orales combinados y terapias de reemplazo hormonal. En combinación con etinilestradiol se utiliza como anticonceptivo, para tratar el acné moderado, y para el trastorno disfórico premenstrual. En combinación con estradiol se utiliza para tratar síntomas de la menopausia y trastorno disfórico premenstrual. La drospirenona sirve para el método de yuzpe.

## Formulaciones
El compuesto es parte de ciertas nuevas formulaciones de anticonceptivos orales:
- Yasmin (Kirum) contiene 3 mg drospirenona y 30 mcg etinilestradiol por comprimido. Está indicado para la prevención del embarazo en mujeres que elijan un anticonceptivo oral.
- Yasminelle (Kirumelle) contiene 3 mg drospirenona y 20 mcg etinilestradiol por comprimido y se utiliza como anticonceptivo.
- Yaz (Kir) contiene 3 mg drospirenona y 20 mcg etinilestradiol por comprimido y se da por 24 días con 4 de descanso con las mismas indicaciones.
- Ocella contiene 3 mg drospirenona y 30 mcg etinilestradiol por comprimido y se toma diariamente.

También ha sido formulada en medicamentos para manejar los síntomas menopáusicos usando 0.5 mg drospirenona y 1 mg estradiol por día por vía oral. Este medicamento fue introducido en los Estados Unidos el 2007 como Angeliq.

## Mecanismo de acción
La drospirenona se toma por vía oral con una biodisponibilidad de alrededor de 76%. No se fija a la globulina fijadora de hormonas sexuales ni a la globulina fijadora de corticoesteriodes, pero si a otras proteínas séricas. Los metabolitos no parecen tener actividad biológica, aparecen en la orina y las heces, y son prácticamente excretados por completo dentro de 10 días.
El compuesto difiere de otras progestinas en que su perfil farmacológico en estudios preclínicos lo muestra ser más cercano a la progesterona natural. Como tal, tiene propiedades anti-mineralocorticoide, contrarresta la actividad estimulada por el estrógeno del sistema renina angiotensina-aldosterona, y no es androgénica. Las propiedades anti-aldosterona exhibidas por la drospirenona promueven la excreción de sodio y previenen la retención de agua.

## Efectos secundarios
Las mujeres que toman píldoras anticonceptivas que contengan drospirenona tienen un riesgo de desarrollar un tromboembolismo seis a siete veces más alto en comparación con mujeres que no toman ninguna píldora anticonceptiva, y dos veces el riesgo en comparación con mujeres que toman píldoras anticonceptivas con levonorgestrel.
La drospirenona podría potencialmente causar hiperpotasemia en pacientes de alto riesgo, es comparable con una dosis de 25 mg de espironolactona.
El medicamento está contraindicado en personas con disfunción hepática, insuficiencia renal, Insuficiencia adrenal, o en las que el uso de anticonceptivos orales esté contraindicado, tales como fumadoras y pacientes con una historia de TVP, accidente cerebrovascular, u otros coágulos de sangre. Debido a los efectos anti-mineralocorticoides, se debe tomar precaución cuando la paciente tome otros medicamentos que incrementen los niveles de potasio. Tales medicamentos incluyen inhibidores ECA, antagonistas de los receptores de la angiotensina-II, diuréticos ahorradores de potasio, suplementos de potasio, heparina, antagonistas de la aldosterona, y AINEs.
Aunque ha habido preocupaciones en relación con la seguridad de los anticonceptivos orales que contienen drospirenona, los datos son contradictorios y no está claro si el aumento del riesgo de sucesos tromboembólicos venosos vistos en estudios recientes representan un incremento verdadero del riesgo o si fallas en el diseño de estos estudios son los responsables por estos resultados. Se justifican estudios adicionales en este sentido.

## Litigación
En el 2008, una serie de comerciales de televisión impulsaron a la FDA a citar a Bayer por exagerar los usos aprobados de Yaz, mientras no abordar adecuadamente los riesgos del medicamento. Fue requerido que Bayer creara nuevos comerciales aclarando los usos aprobados de la droga para disipar la información errónea de sus comerciales anteriores.
 En octubre de 2009, Bayer reveló que habían sido llevados 129 demandas en contra de ellos por los efectos secundarios y marketing de Yaz y Yasmin. Las acusaciones incluyen (pero no se limitan a):
- Pasar por alto los riesgos asociados de los productos y exagerar sus usos aprobados en un esfuerzo para confundir a los usuarios de Yaz y Yasmin haciéndoles creer que los medicamentos eran seguros.[6][7]
- Falta de investigación adecuada del medicamento.
- No retirar los medicamentos del mercado después de que los informes post-comercialización demostraron que el riesgo de los efectos secundarios potencialmente mortales ( principalmente trombosis y embolias ) de Yasmin y Yaz superaban los posibles beneficios que podrían lograrse a través de otros anticonceptivos orales disponibles.

En septiembre de 2009, la FDA citó a Bayer por enviar lotes potencialmente de baja calidad de drosperinona. Bayer justificó los envíos explicando que ellos vigilan la calidad "promedio" de todos los envíos, no la calidad individual de cada lote.
En octubre de 2011, el programa de televisión Market Place de Canadian Broadcasting Corporation realizó un segmento discutiendo las cuestiones involucradas con el uso de Yaz/Yasmin.
En Alemania en 2009 había un caso de una mujer que sufrió una trombosis y una embolia pulmonar de las cuales argumente que fueron causados por el medicamento y por eso ahora necesita medicamentos que la impiden quedarse embarazada. El juez en octubre de 2018 recomendó una transacción.

## Nuevas investigaciones
Como se ha descrito en Brain Research, pruebas de memoria y reconocimiento facial han demostrado mejores niveles en mujeres que tomaban anticonceptivos con antiandrogénicos que aquellas que no tomaban ningún ACO o tomaban uno con progestágenos androgénicos. Se ha evidenciado por Resonancia Magnética que tenían más materia gris en algunas regiones cerebrales relacionadas con el aprendizaje y la memoria, como el hipocampo.[cita requerida]